# Eurois rectangularis
Eurois rectangularis är en fjärilsart som beskrevs av Stephens 1925. Eurois rectangularis ingår i släktet Eurois och familjen nattflyn. Inga underarter finns listade i Catalogue of Life.